# Desmiostoma schunkei
Desmiostoma schunkei är en stekelart som först beskrevs av Fischer 1968.  Desmiostoma schunkei ingår i släktet Desmiostoma och familjen bracksteklar. Inga underarter finns listade i Catalogue of Life.